# NGC 5533
NGC 5533 est une vaste galaxie spirale située dans la constellation du Bouvier. Sa vitesse par rapport au fond diffus cosmologique est de 4 040 ± 13 km/s, ce qui correspond à une distance de Hubble de 59,6 ± 4,2 Mpc (∼194 millions d'al). NGC 5533 a été découverte par l'astronome germano-britannique William Herschel en 1785.
La classe de luminosité de NGC 5533 est I-II et elle présente une large raie HI.
À ce jour, 14 mesures non basées sur le décalage vers le rouge (redshift) donnent une distance de 48,471 ± 6,302 Mpc (∼158 millions d'al), ce qui est tout juste à l'intérieur des valeurs de la distance de Hubble. Notons cependant que c'est avec la valeur moyenne des mesures indépendantes, lorsqu'elles existent, que la base de données NASA/IPAC calcule le diamètre d'une galaxie et qu'en conséquence le diamètre de NGC 5533 pourrait être d'environ 64,1 kpc (∼209 000 al) si on utilisait la distance de Hubble pour le calculer.

## Groupe de NGC 5614
Selon A.M. Garcia, la galaxie NGC 5533 fait partie du groupe de NGC 5614. Ce groupe de galaxies compte au moins quatre membres. Les trois autres galaxies du groupe sont NGC 5579, NGC 5614 et NGC 5615.
À ces quatre galaxies, il faut ajouter PGC 214249, car cette galaxie est en interaction avec NGC 5579.